# F-box
F-box är en box innehållande Anders F Rönnbloms 18 första studioalbum, en bonusdvd och en 192-sidig bok samtliga texter, krönikor, bilder och kommentarer.

## Innehåll
- F1 - Din barndom skall aldrig dö med 4 bonusspår
- F2 - Ramlösa kvarn med 2 bonusspår
- F3 - Måsarna lämnar Gotland och hela Sverige tittar på med 3 bonusspår
- F4 - Alternativ rock'n'roll cirkus med 3 bonusspår
- F5 - Det hysteriska draget med 2 bonusspår
- F6 - Komedia – en tripp nerför Tarschan Boulevard med 2 bonusspår
- F7 - Vem har satt mina änglar i bur? med 2 bonusspår
- F8 - Rapport från ett kallt fosterland med 1 bonusspår
- F9 -  Vit flagg med 2 bonusspår
- F10 - Krig & fred & country music med 1 bonusspår
- F11 - Amnesti åt bisarra gitarrer med 5 bonusspår
- F12 - Hjältar och skurkar med 3 bonusspår
- F13 - Bravado bravado med 2 bonusspår
- F14 - Boulevardminnen med 2 bonusspår
- F15 -  Våld med 2 bonusspår
- F16 - Caviar pizza med 1 bonusspår
- F17 - The Incredible Gretsch Brothers med 4 bonusspår
- F18 - Dom automatiska undrens tid är förbi
- F-DVD: 
  - Det är inte Rock'n'Roll längre (Video)
  - Långfingret (Video)
  - Hon sköt en yuppie idag (Video)
  - Bara vara nära dig (Video)
  - Annamaria (Video)
  - En visskning frän Nastassja Kinski (Video)
  - Det är inte snön som faller (Video)
  - Digital Hall Of Fame
  - Metalheart Art
  - Triggerhappy (Kortfilm)'
  - Time-Out For Harvest / KOI (Kortfilm)